# 新港語
新港語（Sinkan Language），為西拉雅語的方言 （羅馬拼音），流行於西拉雅族新港社（位於今台南市新市區）中。
新港語是台灣部分的原住民族中，最早出現文字的語言。在17世紀，荷蘭人來到台灣後，將拉丁文字系統輸入，新港社為台灣最早採用羅馬拼音，將自身語言文字化的社群。在清代之後，新港語使用族群變小，語言逐漸失傳。由新港語寫成的新港文書，將新港語保留至今。藉由對新港語的研究，也使現代學者可以復原出西拉雅語。

## 歷史
在荷屬東印度公司統治台灣期間（1624年-1662年），荷蘭駐台傳教士為了傳教及協助推行殖民政務，利用拉丁字母，將新港語文字化，以之做為學校的教學語言。並有各種字典、教義書，新港語的《馬太福音》、虎尾壟語的《虎尾壟語詞典》（Woord-boek der Favorlangsche taal、吉爾伯特斯·哈帕特（Gibertus Happrt）著）等書籍文件的出版。而西拉雅族等原住民與漢人訂定有關土地方面的契約文書稱為「番仔契」，或稱新港文書，目前大多數的西拉雅語文書保存在荷蘭國家圖書館。
1636年，荷蘭人在新港社開辦了第一所學校。新港社學習到以拉丁字母拼寫出的新港文，利用這個文字來訂定契約文書。